# Pemphredon austriaca

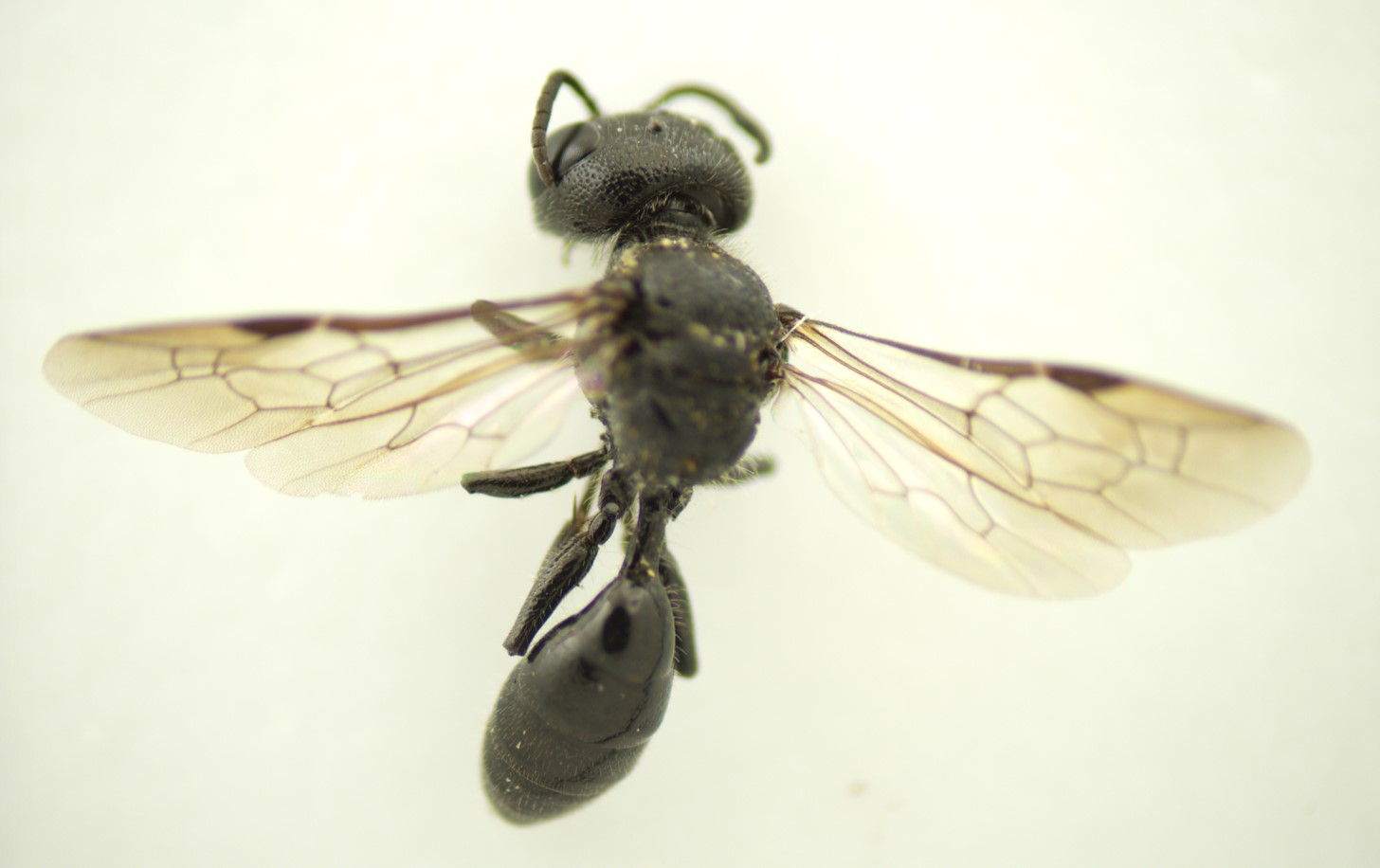

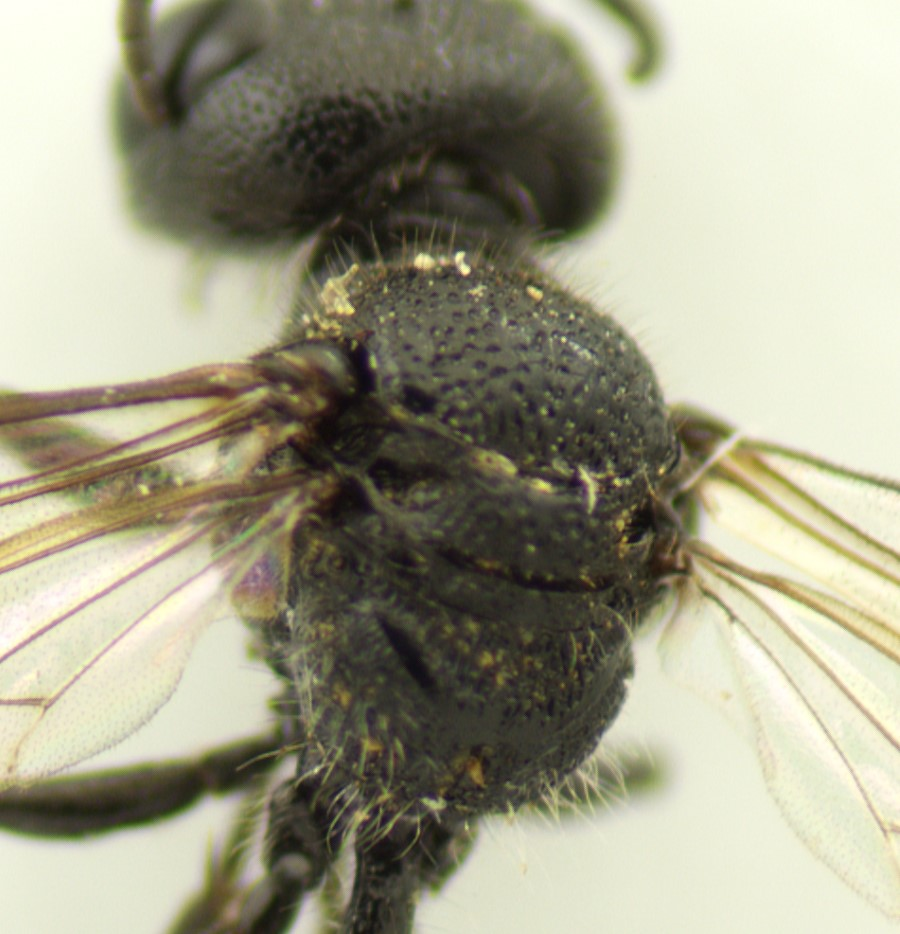
Mit Gruben übersätes Scutum

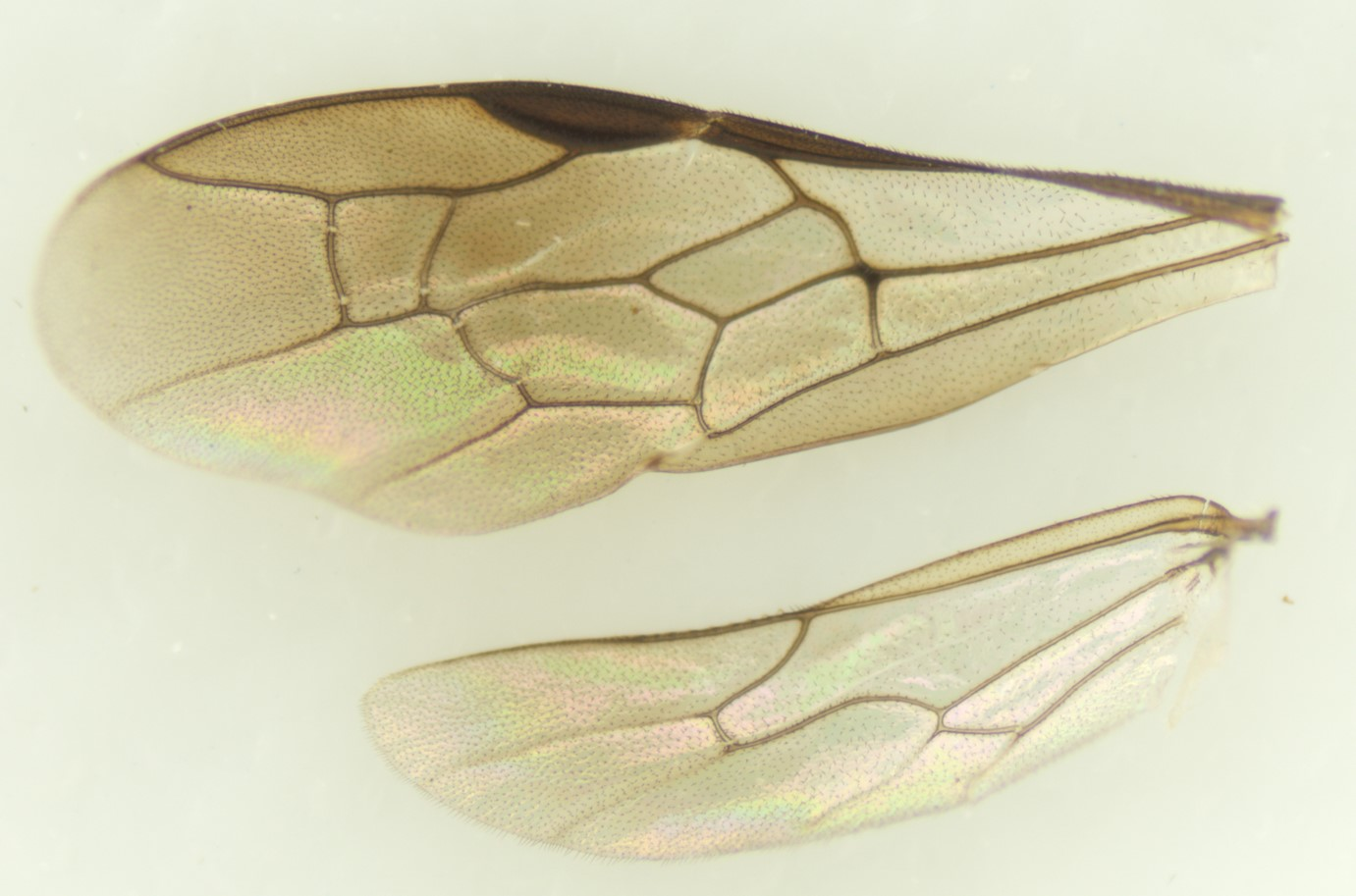
Flügel

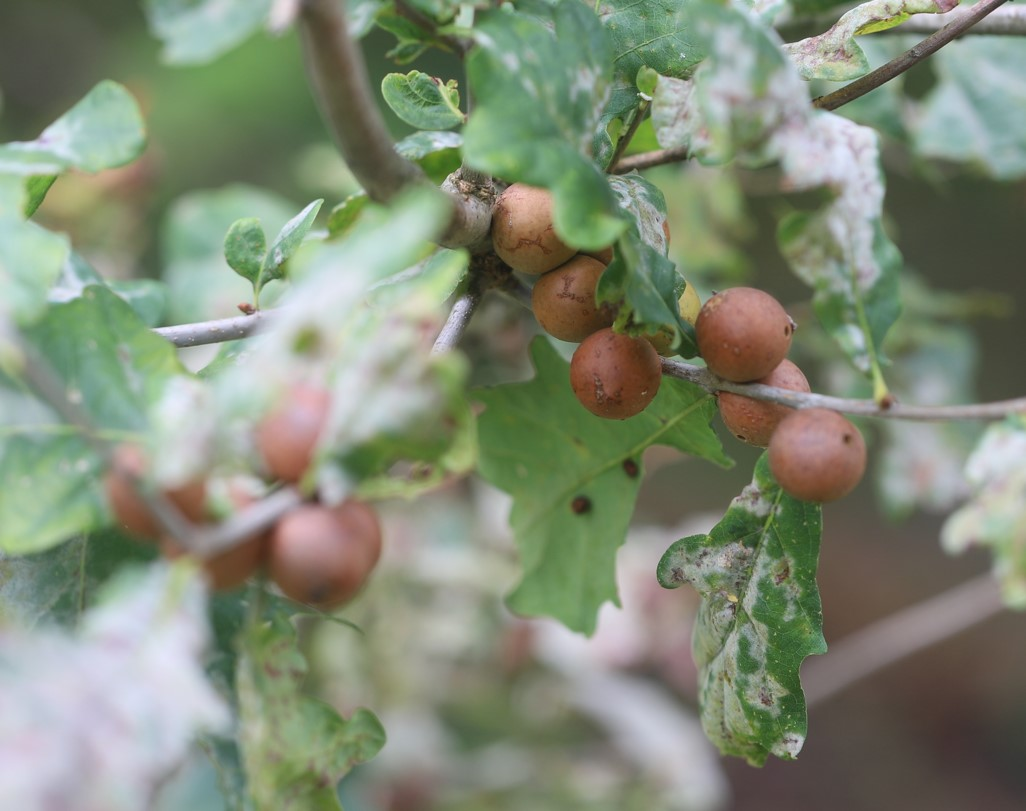
Galläpfel von Andricus kollari Mitte August

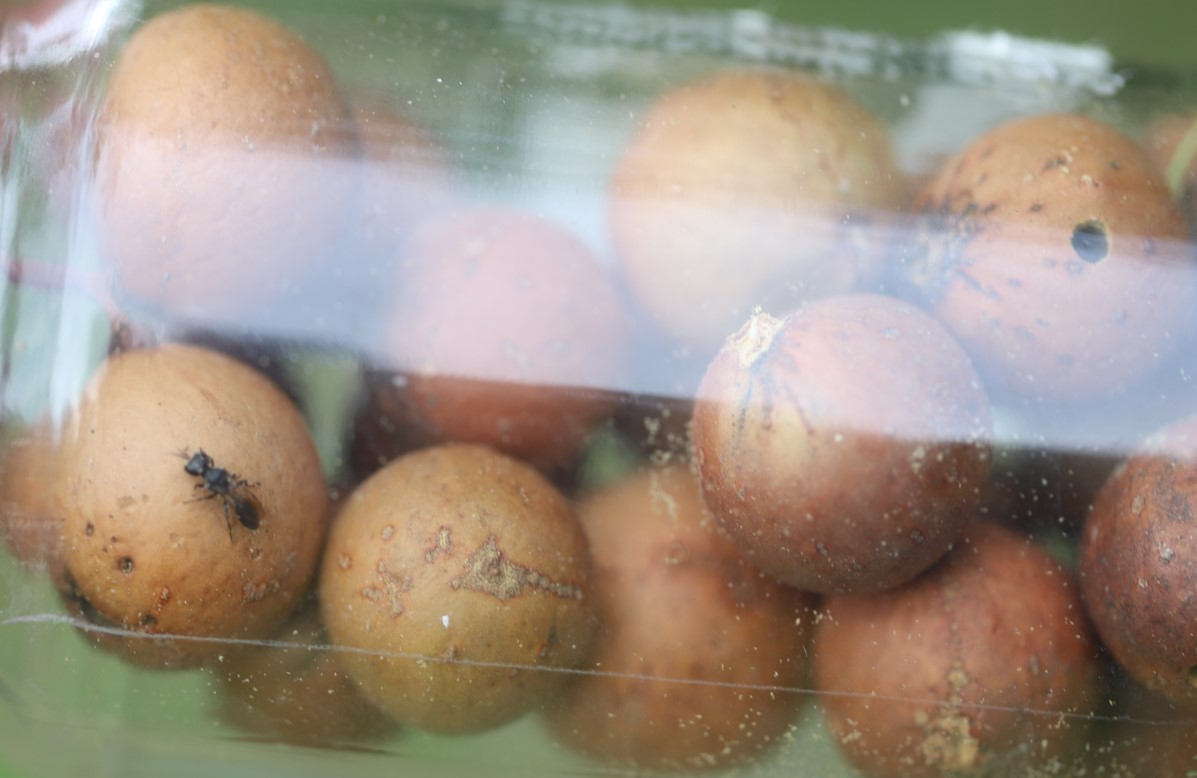
Grabwespe, Galläpfel, Austrittsloch an einer Galle

Pemphredon austriaca ist eine Grabwespe aus der Familie der Crabronidae. Die Art wurde 1888 von dem österreichischen Entomologen Franz Friedrich Kohl als Diphlebus austriacus erstbeschrieben. Das lateinische Art-Epitheton austriaca bezieht sich auf „Österreich“, der Typlokalität.

## Merkmale
Die schwarz gefärbten Grabwespen sind 5–9 mm lang. Im Gegensatz zu den anderen in der Paläarktis vorkommenden Pemphredon-Arten ist die Oberseite des Thorax (Scutum) von Pemphredon austriaca von zahlreichen großen Gruben übersät. Im Folgenden die Beschreibung der Art nach Dollfuss (1995). Zuerst die Merkmale der Weibchen. Der vordere Clypealrand ist leicht dreizackig. Die Frons ist punktiert und rau. Der Scheitel hinter den Augenhöhlen ist glänzend und punktiert. Das Scutellum und die Mesopleuren vor den mittleren Coxae sind ähnlich punktiert wie das Scutum. Das Metanotum ist runzlig. Die hinteren Tibien weisen Dorne auf. Der Petiolus ist kürzer als das erste Tergit. Die Pygidialplatte ist flach. Die zweite Discoidalquerader ist gewöhnlich antefurkal oder interstitial, in wenigen Fällen postfurkal. Die Submarginalzelle II ist höher als breit. Für die Männchen gilt: Der vordere Clypealrand ist breit spitz zulaufend. Die Frons ist punktförmig runzlig. Der Scheitel hinter den Augenhöhlen ist glänzend und deutlich punktiert. Die Geißelglieder IV–VII weisen auffällige Tyloide (Drüsenfelder) auf. Das Scutum weist große Gruben auf. Der Thorax besitzt eine ähnliche Oberflächenstruktur wie bei den Weibchen. Die Flügeladerung hat dieselben Merkmale wie die der Weibchen.

## Verbreitung
Pemphredon austriaca ist in Mitteleuropa weit verbreitet. Die Funde reichen bis in den Mittelmeerraum. In England konnte die Art offenbar noch nicht nachgewiesen werden.

## Lebensweise
Die ungeschlechtliche Generation der Schwammkugelgallwespe (Andricus kollari) bildet etwa 2 cm große kugelförmige Galläpfel an gewöhnlich drei Jahre alten Zweigen von Eichen, insbesondere Stieleichen. Die Gallwespen entwickeln sich in den Gallen und nagen schließlich ein rundes Loch durch die Wand der Galle, um diese zu verlassen. Die verlassenen Gallen bleiben gewöhnlich noch mehrere Jahre an den Ästen fixiert und dienen anderen Insekten als Wohn- oder Nisthöhle. Eine dieser Insekten ist die Grabwespe Pemphredon austriaca.
Die Flugzeit von Pemphredon austriaca dauert gewöhnlich von Mai bis September. Die Art bildet zwei Generationen im Jahr. Die Männchen erscheinen ungefähr eine Woche vor den Weibchen. Die erste Generation legt ihre Brutnester im Juni und Anfang Juli an, die zweite zwischen Mitte August bis Ende September. Pemphredon austriaca legt ihre Brutzellen in den verlassenen Gallen von Andricus kollari an. In einem Gallapfel werden bis zu 12 Brutzellen angelegt. Als Proviant für die Grabwespenlarven dienen erbeutete Blattläuse. Es gibt Berichte, nach denen die Grabwespen der zweiten Generation auch Löcher in noch junge, von der Gallwespenlarve bewohnte, Gallen nagt, um im Außenbereich der Galle Brutzellen anzulegen. Ein möglicher Grund könnte sein, dass die Grabwespen im Spätsommer keine geeigneten Pflanzengallen finden. Als ein Parasitoid von Pemphredon austriaca gilt die Schlupfwespe Perithous speculator.